# 拉迪副克奈氏魚
拉迪副克奈氏魚為輻鰭魚綱鼠鱚目尼羅魚科的其中一種，分布於非洲安哥拉的Cuango河流域，體長可達6.4公分，棲息在中底層水域，可做為食用魚。